# Ọ̃
Ọ̃ (minuscule : ọ̃), appelé O tilde point souscrit, est une lettre latine utilisée dans l’écriture de l’aringa ou du kaliko.
Il s’agit de la lettre O diacritée d’un tilde et d’un point souscrit.

## Représentations informatiques
Le O tilde point souscrit peut être représenté avec les caractères Unicode suivants : 
- composé et normalisé NFC (latin étendu additionnel, diacritiques)[1],[2] :

| formes    | représentations | chaînes de caractères | points de code | descriptions                                               |
| --------- | --------------- | --------------------- | -------------- | ---------------------------------------------------------- |
| capitale  | Ọ̃               | Ọ◌̃                    | U+1ECC U+0303  | lettre majuscule latine o point souscrit diacritique tilde |
| minuscule | ọ̃               | ọ◌̃                    | U+1ECD U+0303  | lettre minuscule latine o point souscrit diacritique tilde |

- décomposé et normalisé NFD (latin de base, diacritiques) :

| formes    | représentations | chaînes de caractères | points de code       | descriptions                                                           |
| --------- | --------------- | --------------------- | -------------------- | ---------------------------------------------------------------------- |
| capitale  | Ọ̃               | O◌̣◌̃                   | U+004F U+0323 U+0303 | lettre majuscule latine o diacritique point souscrit diacritique tilde |
| minuscule | ọ̃               | o◌̣◌̃                   | U+006F U+0323 U+0303 | lettre minuscule latine o diacritique point souscrit diacritique tilde |